# Joe Bryant
Joseph Washington Bryant, detto Jellybean (Filadelfia, 19 ottobre 1954 – Filadelfia, 15 luglio 2024), è stato un cestista e allenatore di pallacanestro statunitense.

## Biografia
Joe Bryant nacque a Filadelfia il 19 ottobre 1954, padre di Kobe e cognato di Chubby Cox, fratello della moglie, entrambi cestisti.

## Carriera

### Giocatore
Conclusi gli studi universitari presso La Salle University, giocò per otto stagioni nella National Basketball Association (NBA). Scelto al primo turno del draft NBA 1975 come quattordicesima scelta dai Golden State Warriors, venne girato ai Philadelphia 76ers prima dell'inizio della stagione. Giocò con i Sixers per quattro stagioni, per essere poi ceduto nel 1979 ai San Diego Clippers con cui rimase fino al 1982. Nelle sue due ultime stagioni NBA militò invece negli Houston Rockets.
Lasciata la NBA, dal 1984 al 1991 Joe Bryant giocò nel campionato italiano. Giunse nel 1984 in Italia alla AMG Sebastiani Rieti in Serie A2 insieme a Dan Gay, entrambi portati dal team manager Attilio Pasquetti e allenati da Nico Messina. Fu la prima di cinque stagioni giocate in Serie A2: dopo il biennio trascorso a Rieti, giocò un anno nella Viola Reggio Calabria (con cui segnò 69 punti in una gara del 1987) e due anni alla Maltinti Pistoia. Venne poi ingaggiato dalla Pallacanestro Reggiana, con cui disputò due campionati di Serie A1.
Nel 1985 vinse due volte il premio come miglior giocatore dell'All Star Game italiano: solo lui e Micheal Ray Richardson infatti vinsero più di una volta il titolo di MVP.

### Allenatore
Dopo il ritiro divenne allenatore. Nella stagione 2008-09 allenò i Tokyo Apache nella Eastern Conference della Bj league.
Dal 3 luglio 2009 avrebbe dovuto allenare la Nuova Sebastiani Basket Rieti, squadra di Serie A italiana, ma in seguito al trasferimento della squadra a Napoli, venne sostituito da Franco Marcelletti.
Nel 2003 fu anche allenatore dei Diablos, squadra di slamball.

## Palmarès

### Giocatore
- Eastern Conference: 1

Philadelphia 76ers: 1977
- Atlantic Division: 2

Philadelphia 76ers: 1976-1977, 1977-1978